# Wahyu Tri Nugroho
Wahyu Tri Nugroho (sinh ngày 27 tháng 7 năm 1986) là một cầu thủ bóng đá người Indonesia hiện tại thi đấu cho câu lạc bộ Indonesia Bhayangkara F.C.

## Sự nghiệp quốc tế
Wahyu Tri Nugroho có lần ra mắt đầu tiên trước Lào ngày 25 tháng 11 năm 2012.
Bàn thắng của Indonesia liệt kê đầu tiên.
| Số lần khoác áo và bàn thắng quốc tế | Số lần khoác áo và bàn thắng quốc tế | Số lần khoác áo và bàn thắng quốc tế            | Số lần khoác áo và bàn thắng quốc tế | Số lần khoác áo và bàn thắng quốc tế | Số lần khoác áo và bàn thắng quốc tế | Số lần khoác áo và bàn thắng quốc tế |
| #                                    | Thời gian                            | Địa điểm                                        | Đối thủ                              | Kết quả                              | Giải đấu                             | Bàn thắng                            |
| ------------------------------------ | ------------------------------------ | ----------------------------------------------- | ------------------------------------ | ------------------------------------ | ------------------------------------ | ------------------------------------ |
| 2012                                 |                                      |                                                 |                                      |                                      |                                      |                                      |
| 1                                    | 25 tháng 11                          | Sân vận động Quốc gia Bukit Jalil, Kuala Lumpur | Lào                                  | 2–2                                  | AFF Cup 2012                         |                                      |
| 2                                    | 28 tháng 11                          | Sân vận động Quốc gia Bukit Jalil, Kuala Lumpur | Singapore                            | 1–0                                  | AFF Cup 2012                         |                                      |
| 3                                    | 1 tháng 12                           | Sân vận động Quốc gia Bukit Jalil, Kuala Lumpur | Malaysia                             | 0–2                                  | AFF Cup 2012                         |                                      |

## Danh hiệu
Persiba Bantul
- Liga Indonesia Premier Division: 2010-11